# Ruta Nacional 9 (Noruega)
La Ruta Nacional 9 de Noruega es a menudo llamada la Ruta de Setesdal (Setesdalsveien) y es la principal vía a través de Setesdal. Se extiende desde Kristiansand en el extremo sur de Noruega, a través de Setesdal a Haukeligrend de Telemark en el norte donde se encuentra el E134. El camino discurre a través de la Vest-Agder y los condados de Aust-Agder. Va por Mosby, Homstean, Skarpengland, Hægeland, Hornesund, Hornnes, Evje, Byglandsfjord, Bygland, Ose, Hylestad, Valle, Flatland, Rygnestad, Bykle, Hovden y Bjåen hacia Haukeli.
La longitud de la carretera es 235,7 kilómetros, de las cuales 45.1 km son de Vest-Agder, 175 km de Aust-Agder y 15,6 km en el condado de Telemark.